# Kun Béla (jogász, 1874–1950)
Szentpéteri Kun Béla (Monostorpályi, 1874. november 8. – Budapest, 1950. június 13.) jogász, egyetemi tanár.

## Életútja
Kun László református lelkész és Szabó Terézia fiaként született. Iskoláit Debrecenben végezte, a jogot is itt hallgatta, majd a budapesti egyetemen szerezte meg az államtudományi doktorátust. Később a kolozsvári egyetemen magántanári képesítést szerzett. 1897-től a máramarosszigeti jogakadémia tanára lett, s a város társadalmi életében is jelentős szerepet játszott, valamint a máramaros-ugocsai református egyházmegye főjegyzőjévé és a törvényhatósági bizottság tagjává választották. 1905-től debreceni jogakadémiai tanár volt, 1914 és 1944 között pedig a debreceni egyetem nyilvános rendes tanára az egyházjogi tanszéken. 1930–31-ben az egyetem rektoraként működött. Itt is jelentős tevékenységet fejtett ki az egyházi élet területén, a Magyar Református Segélyegylet jegyzője, 1908-tól a tiszántúli református egyházkerület aljegyzője, majd főjegyzője, 1923-tól tanácsbírája volt. A reformátusok 1927-ben megnyílt országos zsinatának világi tagja és állandó jegyzője, valamint az egyházalkotmányi bizottság előadója volt. Az egyetemes egyházi konvent közjogi bizottságában is tevékenykedett. 1909-től a reformátusok egyetemes tanügyi bizottságának jogi szakoktatásügyi referensi munkakörét is ellátta. 1917-től Debrecen sz. kir. város törvényhatósági bizottságának tagja volt, majd 1920-tól a közigazgatási bizottságba is beválasztották. 1927 és 1931 között Debrecen város törvényhatósága küldte a Felsőházba. 1929-ben megválasztották a törvényhatósági bizottság örökös tagjává. Szerkesztette a Debreceni Protestáns Lapot. Halálát áttételes gyomorrák okozta. Felesége Szabó Mária volt.

## Fontosabb művei
- Bevezetés a jog és államtudományokba (Pozsony, 1902)
- Magyar református egyházalkotmány (Debrecen, 1908)
- Az egyházjogtudomány irodalmának története (1919)
- Tisza István és a református egyház (Bp., 1928)
- Református egyházalkotmány (1932)